# フラミンゴステークス
フラミンゴステークス（Flamingo Stakes）は、アメリカ合衆国フロリダ州のハイアリアパーク競馬場で開催されていたサラブレッド競馬の競走である。

## 概要
1926年に創設された競走で、創設当初はフロリダ競馬場、後にハイアリアパーク競馬場へと移設された。1937年まではフロリダダービー（Florida Derby）という名称で施行されていたが、現在のフロリダダービーとは異なる競走である。この名称の当時に優勝した競走馬に、ブラックヘレンなどがいる。
施行時期・条件から、東海岸地区におけるケンタッキーダービーへと向けたプレップレースのひとつとして機能してきた。歴代の優勝馬にはサイテーションやシアトルスルーのような三冠路線で活躍した競走馬も多く、その重要性からグレード制導入時にはG1競走に設定されていた。
しかし、ハイアリアパーク競馬場の経営状況の悪化から1990年から2年間休止され、再開後の1994年よりG3へと降格するなど、急激な凋落を見せた。その後2001年にハイアリアパーク競馬場が閉鎖されたため、それに伴って同競走も廃止された。

## 歴史

### 全体の歴史
- 1926年 - フロリダダービーの名称で創設。
- 1927年-1928年 - 開催休止。
- 1943年 - 開催休止。
- 1945年 - 開催休止。
- 1952年 - 分割競走として施行される。
- 1958年 - 1位入線のJewel's Rewardが2着に降着、Tim Tamが繰り上がりで優勝する。
- 1962年 - 1位入線のSunrise Countが3着に降着、Pregoが繰り上がりで優勝する。
- 1968年 - 1位入線のIron Rulerが2着に降着、Wise Exchangeが繰り上がりで優勝する。
- 1973年 - グレード制導入、G1競走に設定される。
- 1985年 - 1位入線のChief's Crownが2着に降着、Proud Truthが繰り上がりで優勝する。
- 1990年-1991年 - 開催休止。
- 1994年 - G3に降格。
- 2000年 - この年のみガルフストリームパーク競馬場で施行される。
- 2001年 - 競馬場閉鎖に伴い、廃止される。

## 歴代優勝馬
- 2001	Thunder Blitz
- 2000	Trippi
- 1999	First American
- 1998	Chilito
- 1997	Frisk Me Now
- 1996	El Amante
- 1995	Pyramid Peak
- 1994	Meadow Flight
- 1993	Forever Whirl
- 1992	Pistols and Roses